# Guy Marchand
Guy Marchand (Paris, 22 de maio de 1937 – Cavaillon, 15 de dezembro de 2023) foi um ator, cantor e músico francês.

## Filmografia selecionada

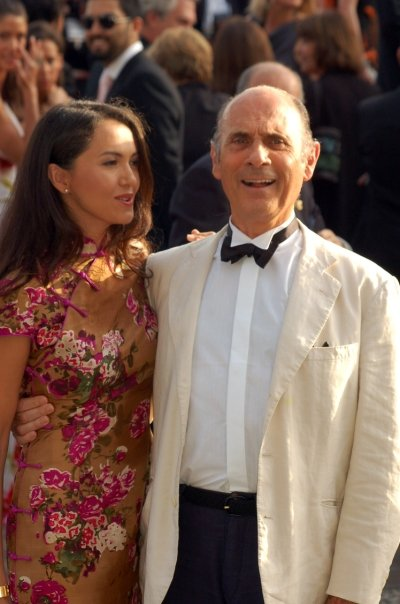
Marchand (right) at the 2007 Cannes Film Festival.

- 1962: The Longest Day como um extra (Não creditado)
- 1975: Cousin Cousine, dirigido por Jean-Charles Tacchella: Pascal
- 1978: Holiday Hotel, dirigido por Michel Lang: Hubert Delambre
- 1979: Le Maître-nageur, dirigido por Jean-Louis Trintignant: Marcel Potier
- 1980: Loulou, dirigido por Maurice Pialat: André
- 1981: Garde à Vue, dirigido por Claude Miller: Insp. Marcel Belmont
- 1981: Coup de Torchon, dirigido por Bertrand Tavernier: Marcel Chavasson
- 1982: Les Sous-doués en vacances, dirigido por Claude Zidi: Paul Memphis
- 1983: Deadly Circuit, dirigido por Claude Miller: The pale man
- 1983: Entre Nous, dirigido por Diane Kurys: Michel
- 1983: Der Mann von Suez (minissérie de TV), dirigido por Christian-Jaque: Ferdinand de Lesseps
- 1984: P'tit Con, dirigido por Gérard Lauzier: Bob Choupon
- 1985: Hold-Up, dirigido por Alexandre Arcady: Georges
- 1986: Conseil de famille, dirigido por Costa-Gavras: Maximilien Faucon
- 1987: L'été en pente douce, dirigido por Gérard Krawczyk: Andre Voke
- 1987: Charlie Dingo, dirigido por Gilles Béhat: Charlie Dingo
- 1987:  Noyade interdite, dirigido por Pierre Granier-Deferre: Insp. Leroyer
- 1989: Try This One for Size, dirigido por Guy Hamilton: Ottavioni
- 1989: Les Maris, les Femmes, les Amants, dirigido por Pascal Thomas: Bruno
- 1990: My New Partner II, dirigido por Claude Zidi: Guy Brisson
- 1991-2003: Nestor Burma (série de TV): Nestor Burma
- 1991: May Wine (filme para TV), dirigido por Carol Wiseman: Dr. Paul Charmant
- 1996: Beaumarchais, dirigido por Édouard Molinaro: Court Member
- 1996: The Best Job in the World, dirigido por Gérard Lauzier: Gauthier
- 2002: Ma femme s'appelle Maurice, dirigido por Jean-Marie Poiré: Charles Boisdain
- 2006: Dans Paris, dirigido por Christophe Honoré: Mirko
- 2006: Paid, dirigido por Laurence Lamers: Giuseppe
- 2007: Après lui, dirigido por Gaël Morel: François
- 2008: Passe-passe, dirigido por Tonie Marshall: Pierre Delage, o Ministro
- 2010: L'Arbre et la forêt, dirigido por Olivier Ducastel and Jacques Martineau: Frédérick
- 2014: L'Art de la fugue, dirigido por Brice Cauvin: Francis
- 2014: The Dune, dirigido por Yossi Aviram: Paolo
- 2015: Paris-Willouby, dirigido por Arthur Delaire e Quentin Reynaud: Policial 1
- 2017: Just to Be Sure dirigido por Carine Tardieu: The father